# Benedykt Majkowski

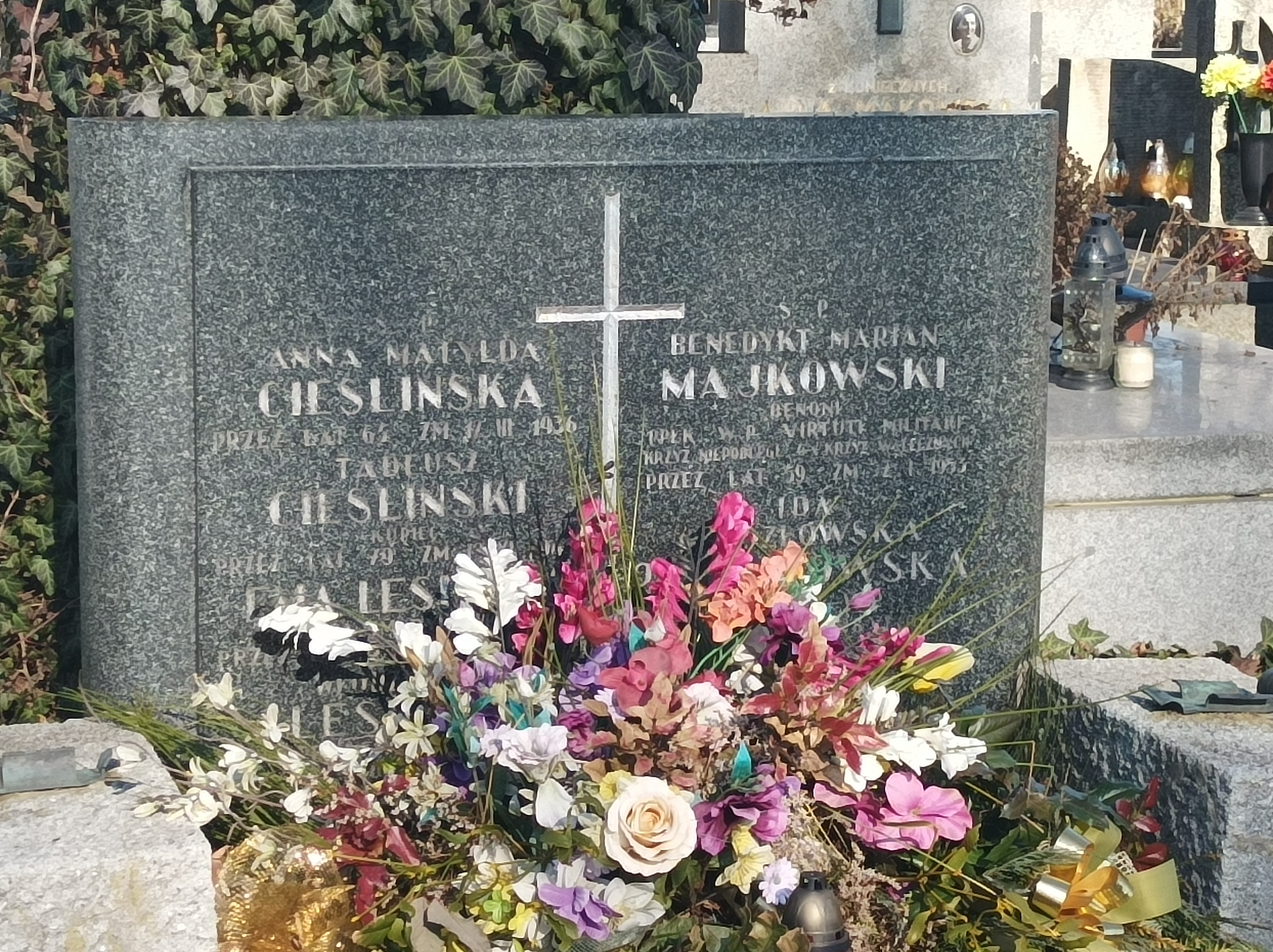
Grób Benedykta Majkowskiego na Cmentarzu Salwatorskim

Benedykt Marian Majkowski, ps. Benoni (ur. 21 marca 1893 w Załużu, zm. 2 stycznia 1953) – podpułkownik piechoty Wojska Polskiego, działacz niepodległościowy, kawaler Orderu Virtuti Militari.

## Życiorys
Urodził się 21 marca 1893 w Załużu, w rodzinie Henryka, rządcy dóbr w Załużu, i Rozalii z Gryntarów. Jego brat Tadeusz (ur. 1894), także był legionistą.
Kształcił się w C. K. Gimnazjum w Sanoku, gdzie w 1908 ukończył IV klasę. Był członkiem Związku Strzeleckiego. Był praktykantem wiertniczym.
Podczas I wojny światowej służył w szeregach 1 pułku piechoty w stopniu podporucznika. 19 grudnia 1914 został dowódcą plutonu w 2 kompanii II batalionu 1 pułku piechoty. Ranny w bitwie pod Łowczówkiem w grudniu 1914. Po rekonwalescencji był dowódcą 2 kompanii I batalionu w 1 pułku. 1 lipca 1915 został ranny w bitwie pod Tarłowem. Po kolejnym leczeniu walczył pod Jabłonką 21 października 1915, po czym znów był na kuracji. Za swoje czyny otrzymał w Niepodległej Polsce order wojskowy „Virtuti Militari" V klasy. 1 listopada 1916 został awansowany do stopnia porucznika. Skierowany do 5 pułku piechoty. Po kryzysie przysięgowym został wcielony do c. i k. armii.
Po wojnie wstąpił do Wojska Polskiego. Podczas wojny polsko-ukraińskiej od 19 listopada 1918 brał udział w obronie Lwowa. Następnie przydzielony do 38 pułku piechoty Strzelców Lwowskich. W szeregach 40 pułku piechoty Dzieci Lwowskich jako dowódca batalionu brał udział w wojnie polsko-bolszewickiej, został ranny podczas ataku na wieś Czerbiny.
3 maja 1922 roku został zweryfikowany w stopniu majora ze starszeństwem z dniem 1 czerwca 1919 roku i 314. lokatą w korpusie oficerów piechoty. Był dowódcą III batalionu w 40 pułku piechoty we Lwowie. Z dniem 3 października 1924 został przeniesiony do Korpusu Ochrony Pogranicza na stanowisko dowódcy 2 batalionu granicznego w Bereźnem. 12 kwietnia 1927 roku awansował na podpułkownika ze starszeństwem z dniem 1 stycznia 1927 roku i 19. lokatą w korpusie oficerów piechoty. 31 października 1927 roku został przeniesiony z KOP do 71 pułku piechoty w Zambrowie na stanowisko zastępcy dowódcy pułku. 5 listopada 1928 roku został przeniesiony do 1 pułku czołgów w Żurawicy na stanowisko zastępcy dowódcy pułku. 31 marca 1930 roku został przeniesiony do Komendy Placu Przemyśl na stanowisko komendanta. W 1932 roku był komendantem miasta Przemyśl. Był członkiem oddziału Polskiego Białego Krzyża w Przemyślu. Podczas konferencji BBWR 29 października 1933 roku przedstawił w Przemyślu projekt budowy elektrowni wodnej na Sanie. 4 lipca 1935 roku został zwolniony z zajmowanego stanowiska z pozostawieniem bez przynależności służbowej z równoczesnym oddaniem do dyspozycji dowódcy Okręgu Korpusu Nr X w Przemyślu. W tym samym roku został przeniesiony w stan spoczynku. Od 1 grudnia 1936 mieszkał w Kielcach przy ul. Równej 6. Członek Zarządu Okręgu Kielce Związku Legionistów Polskich w 1936 roku.
Jego żoną była Ida Cieślińska, primo voto Kozłowska (1895–1980). 
Zmarł 2 stycznia 1953. Został pochowany na Cmentarzu Salwatorskim w Krakowie (kwatera SC7-10-38). 

## Ordery i odznaczenia
- Krzyż Srebrny Orderu Wojskowego Virtuti Militari nr 7075 – 17 maja 1922[5][18]
- Krzyż Niepodległości – 7 lipca 1931 „za pracę w dziele odzyskania niepodległości”[24][25][26]
- Krzyż Walecznych[27] czterokrotnie[26]
- Złoty Krzyż Zasługi – 18 lutego 1939 „za zasługi na polu pracy społecznej”[28]
- Srebrny Krzyż Zasługi – 29 października 1926 „za zasługi położone około zabezpieczenia granic Państwa”[29][26]
- Medal Pamiątkowy za Wojnę 1918–1921[26]
- Medal Dziesięciolecia Odzyskanej Niepodległości[26]
- Odznaka pamiątkowa Korpusu Ochrony Pogranicza